# Українізм
Україні́зм — слово, окреме його значення, вислів, граматична форма тощо, запозичені з української мови іншою мовою.

## Роль українських запозичень у мовах світу
Найбільше українізмів у мовах тих народів, що з давніх часів є сусідами українців. Зокрема, чимало слів українського походження засвоєно польською, російською та румунською мовами. Українські слова запозичували й інші мови, проте в них вони вживаються нечасто, здебільшого позначаючи лише українські реалії (як-от хорв. stepa — «степ»), елементи українських звичаїв (англ. Duma — «дума»), предмети українського побуту (нім. Kobsa — «кобза»), тобто будучи в них екзотизмами (у тому числі етнографізмами).
Серед українізмів, зокрема, представлені слова на позначення історичних явищ і понять, а також певних соціальних категорій, характерних для українського ареалу. Так, половецьке за походженням слово козак (з крим. qazaq — «вільна, незалежна людина» < половецьк. cosac — «варта, чота») увійшло в більшість мов світу на позначення представника військово-соціального стану, що виник на українських землях у пізньому середньовіччі (чеськ. kozák; серб. козак; нім. Kosak; нід. Kozak; фр. cosaque; іт., порт. cosacco; ісп. cosaco; грец. κοζάκος).

## Приклади українізмів у різних мовах

### Англійська
- babusya
- bandura
- baniak
- borsch, borscht
- Cossack
- didukh
- duma, dumka
- ginch, gonch, gotch
- gley («глей»)
- hopak
- horilka
- khutir
- knish
- kobza, cobza
- kopiyka
- korovai
- kubasa («ковбаса»)
- kylym
- lira («ліра»)
- maidan
- metelitsya
- paska
- pyrohy
- pysanka
- rushnyk
- ryazhanka
- salo
- sich
- titushky
- varenyk, varenyky
- vechornytsi
- zaporozhtsi

### Німецька
- Duma
- Kobsa
- Kosak

### Чеська
- bandura
- kahanec
- kozák
- palyca

## Українізми в польській мові
Найбільше українізмів у польській мові, куди вони входили найінтенсивніше в XVI—XVII століттях.
Серед українізмів польської мови є такі, що й досі сприймаються у ній як певні екзотизми, що почали проникати з кінця XVII століття: bałakać («балакати»), czajka («чайка», козацький човен), dumka («думка», українська народна пісня), hajdamak («гайдамак»), hopak («гопак»), hołubce («притупування у танці, переважно українському»), hrywna («гривня»), kozak («козак»), kureń («курінь»), prysiudy («присядки в танці»), połonina («полонина»), porohy («річкові пороги»), sicz («січ»), szarawary («шаровари»), Zaporożec («запорозький козак»).
Інші сприймаються як екзотизми через експресивний відтінок, який відрізняє їх від питомих польських слів, напр. hołota, hołysz (при пол. goły); hołubić (при пол. gołąb), hultaj тощо.
Частина ж українізмів належить до нейтральної лексики і настільки органічно ввійшла в польську мову, що їхнє походження з'ясовується лише за допомогою фонетично-етимологічного аналізу.
У списку нижче наведено приклади слів літературної польської мови, які можуть бути ототожнені як українські запозичення. Більшість слів подаються згідно з даними «Великого словника польської мови». Інші джерела вказані в примітках і коментарях.
- Bajoro («брудна калюжа»; «водно-болотні угіддя») < баюра[5] < [баню́ра], від прасл. *banja («баня, заглибина»)[6];
- Besztać («ганити, лаяти») < [бе́штати][7]. Але може бути й запозиченням з польської мови в українську[8];
- Bezhołowie («безладдя», про управління) < безголов'я;
- Bodiak < будяк < прасл. *bodak[9];
- Bohater («герой») < богатир < д.-тюрк. baγatur[10];
- Bohomaz («мазня») < богомаз;
- Borsuk < борсук[11] < д.-рус. борсꙋкъ < д.-тюрк. borsuq[12];
- Borykać się («боротися, змагатися») < [бори́кати] («рити рогами, рилом»)[13] < *бо́ркати < прасл. *bъrekati («перемішувати, розгрібати, розкидати»). Зазнало впливу укр. брикати або рикати[14];
- Botwina < ботвина;
- Broczyć («кровоточити») < [брочи́ти] («фарбувати в червоний колір»; «заливати кров'ю, кривавити») < прасл. *brotiti;
- Budowla («споруда») < будівля[15], від будувати < пол. budować < сер.-в.-нім. *būden[16];
- Buhaj < бугай < ст.-тат. buγa («бик»);
- Buława < булава;
- Buńczuk, buńczuczny («бундючний, пихатий») < бунчук, бунчучний < крим. bunçuq («черепашки, кульки, намисто на шиї коня»)[17];
- Bury < бурий[18] < д.-рус. буръ < тюрк. bur («рудий») < перс. bōr («рудий»; «лис»)[19];
- Buszować («плюндрувати, гасати») < бушувати[20];
- Chata < хата;
- Chłystek («жевжик») < хлистик;
- Chomik («хом'як») < [хомі́к] < д.-рус. хомѣкъ[21];
- Chusta < хуста < рум. fustă («спідниця»);
- Chwost («кінчик хвоста у формі пензля»; книжн. «декоративний пучок ниток, пір'я або щетини») < хвіст;
- Ciura (іст. «джура»; розм. «нездара, ґава») < джура < кипч. čora, cora («хлопець до коней»);
- Czereda («юрба») < череда[22], якому відповідає питоме trzoda («група тварин, розведених для м'яса, вовни чи молока»)[23];
- Czeremcha < черемха[24], що заступило д.-пол. trzemcha[25];
- Czerep < череп[26], що заступило д.-пол. trzop («шкаралуща, оболонка»; «глиняний горщик, старий черепок»)[27]. Вживається як книжне, поряд зі звичайним czaszka;
- Czereśnia < черешня, якому відповідає питоме [trześnia];
- Czmychać («тікати, вшиватися») < чмихати;
- Czupryna < чуприна < прасл. *čuprina;
- Czupurny («задерикуватий, визивний»), czupurzyć się («бундючитися, кокошитися») < чупарний, чепурний; чепуритися;
- Czyrak < чиряк;
- Ćwikła («цвіклі») < [свекла, свікла] («буряк»; «бурякове бадилля»)[28] < д.-рус. сеѵклъ < дав.-гр. σεῦκλον[29];
- Dereń < дерен, що заступило д.-пол. drzon;
- Derkacz < деркач[30], від деркати[31];
- Dorodny < дорідний, від прасл. *doroditi («вродити»);
- Dosadny < досадний, від досада;
- Druh < друг. Але може бути й запозиченням з чеськ. druh;
- Duma (у значенні «епічно-ліричний твір на історичну тематику») < дума < прасл. *duma;
- Hałas, hałasować < галас, галасувати;
- Haracz (розм. «несправедливо, примусово стягнута плата») < [гара́ч] < тур. haraç;
- Haratać < [гарата́ти] («сильно бити»; «дубасити, бахати»);
- Hodować («вирощувати»; «плекати»; «відрощувати»)[32], hodowla («вирощування, розведення»)[33] < годувати, годівля < прасл. *godovati[34];
- Hołoble < голоблі < оглоблі < прасл. *o-globja[35];
- Hołota, hołysz < голота, заст. голи́ш («злидар»), від голий;
- Hołubić («оточувати турботою, піклуванням») < голубити, від голуб;
- Hoży («вродливий і здоровий на вигляд») < гожий;
- Hreczka < гречка[36]. Вживається як розмовне, поряд зі звичайним gryka, що, можливо, запозичене з д.-рус. грька (буквально — «грецька рослина»)[37];
- Huba («гриб на дереві, пеньку») < [губа] («губка, гриб») < д.-рус. гоуба[38]. Але може бути й запозиченням з д.-чеськ. huba («гриб, губка»)[39];
- Hulać («веселитися, розважатися»; «сильно дути», про вітер), hulaka, hulanka, hulaszczy < гуляти, гуляка, гулянка, гулящий;
- Hultaj < гультяй[40], від голий. Зазнало впливу укр. гуляти (пор. д.-пол. holtaj)[41];
- Jar («ущелина») < яр < д.-тюрк. jar («яр, яруга»);
- Kabłąk («дугоподібний елемент якогось предмета або пристрою») < [каблу́к] («дуга, вигин»; «дугоподібний предмет»; «лука в сідлі»), звідки й каблучка[42];
- Kacap < кацап[43], що утворене з ка + цап[44];
- Kaczan < качан < прасл. *kočan[45];
- Kajdany < кайдани;
- Koczować < кочувати < д.-рус. кочєвати < чагат. köčmäk;
- Kołtun < ковтун < прасл. *kъltunъ[46];
- Kopia («копіє») < [копия́] < д.-рус. копиє;
- Korcić («спокушати») < кортіти[ком. 1];
- Koromysło < коромисло[48];
- Krynica (книжн. «джерело») < криниця, що заступило д.-пол. krzynica;
- Kukurydza < кукурудза;
- Kutas (книжн. «декоративний пучок ниток, пір'я або щетини, що нагадує пензлик»; вульг. «пеніс») < [кутас] («прикраса у вигляді китиці на одязі тощо») < тур. kutas («прикраса на голові»), kutaz («прикраса, яку навішують на шию коня»; «прикраса для голови»)[49];
- Łachmyta (розм. «обідранець») < лахміття;
- Majak («примара»), majaczyć (у значенні «марити»; «незв'язно говорити») < [мая́к] («привид»)[50], маячити;
- Makutra < макітра, що утворене з мак + терти (тру)[51];
- Manowce («бездоріжжя»; «незрозуміла або небезпечна царина, в якій легко заплутатися або зробити помилку») < манівці, пов'язане з манити (пол. mamić)[52];
- Mereżka < мережка[53], зменш. від мережа, якому відповідає застаріле пол. mrzeża[54];
- Motłoch («набрід, чернь») < мотлох[55]. Але може бути й запозиченням з польської мови в українську[56];
- Mowa, mówić < мова, мовити < прасл. *mъlva («гомін»), *mъlviti («гомоніти»)[57]. Замість очікуваного *mełwa[58];
- Niemowlę < немовля[59];
- Niesamowity («дивовижний, неймовірний») < несамовитий;
- Nuda («нудьга»), nudzić («набридати, нудити») < нуда, нудити;
- Obydwaj < обидва;
- Oczeret («куга») < очерет[60];
- Odzież < одежа, одіж, якому відповідає д.-пол. odziedza («покрив»; «оболонка, що вкриває щось на тілі»);
- Odyniec («старий самець дикого кабана або бізона, який живе окремо від стада») < одинець, від один (пол. jeden);
- Ohyda < огида, від гидити;
- Opryszek («розбійник, бандит, злодій») < опришок[61];
- Pachwina < пахвина;
- Pieczara < печера < д.-рус. пєчєра;
- Płyta < плита < д.-рус. плита («камінь, цегла»);
- Pokotem < покотом, від котити;
- Polubowny < полюбовний;
- Prowodyr («ватажок, призвідник») < проводир;
- Pułk < заст. półk < д.-рус. пълкъ («військо»; «загін, полк»; «воїнство»; «битва»; «війна, похід»; «стан, народ»; «частина»; «зібрання»), якому відповідає д.-пол. pełk[58];
- Pustoszyć < пустошити, від [пустош] («пустиня») < сх. прасл. *pustošь;
- Sadyba («житло»; «поселення») < садиба, якому відповідає питоме siedziba;
- Step < степ[1];
- Temblak («пов'язка для підтримування хворої руки»; «темляк») < темляк < тат. tämlik («пояс, ремінь на шаблю»);
- Wataha < ватага < д.-рус. ватага («намет») < д.-чув. *våtaγ, uotaγ[62];
- Wertep («вибоїста дорога»; «вертеп») < вертеп < д.-рус. вєртєпъ, вьртьпъ[63].

## Українізми у білоруській мові
У білоруській мові українізми відомі з XV століття. Вони полягали у сплутуванні и—ы (печаты, владыка); ѣ—и (видити, терпити).
Трапляються в пам'ятках стародавнього періоду, що виникли на основі українських джерел, наприклад «Четьї-Мінеї» (1489). Збагачення білоруської лексики найбільш інтенсивно відбувалося з 1-ї половини XVII ст. (Після переміщення центру православної культури з Вільнюса до Києва), через пам'ятки, створені на сусідній з українськими землями південно-західній території сучасної Білорусі, наприклад, Мозирський список «Олександрії» (1697), Московський (біл.) список «Діаріуша» Афанасія Филиповича (1638-1648).
Проникненню в білоруську мову українізмів сприяли письменники, які походили з України, але створювали свої твори на білоруських землях, наприклад «Євангеліє учительне» (1616) і «Сказання похвальне» (1620) Мелетія Смотрицького. В деякі білоруські пам'ятки потрапляли слова з українською огласовкою (котрий, що, сокира), а також лексичні та словотвірні українізми (бучный — біл. раскошны, зволокати — біл. адцягваць, марудзіць, прохати — біл. прасіць, шадок — біл. нашчадак).
У 1920-ті роки при розробці наукової термінології деякі терміни білоруської мови були створені за українськими зразками: суспільно-політичні (барацьба, барацьбіт), лінгвістичні (дзеяслоў, дзеепрыметнік, займеннік, дзеепрыслоўе, чаргаванне).
Лексичні українізми, пов'язані з позначенням специфічно українських (сучасних та історичних) реалій, зберігаються в перекладах з української мови. Наприклад, в перекладах Янки Купали творів Тараса Шевченка на білоруську мову трапляються українізми байдак, байрак, гайдамак, кабзар тощо. Традиції української мови виявилися найбільш стійкими в білоруській народно-розмовній мові (південно-західний діалект білоруської мови): доня — біл. дачка, худоба — біл. жывёла.
Проте, деякі українізми ввійшли й до літературної мови:
Більшість слів подаються згідно з «Етимологічним словником білоруської мови» Інституту мовознавства імені Якуба Коласа. Інші джерела вказано в примітках.
- Аповед < о́повідь[65];
- Апыну́цца < опинитися. Поряд з питомим аказа́цца;
- Галубцы́ < голубці;
- Дзе́йсны («дієвий, ефективний») < дійсний < ст.-укр. *доистьныи, утворене з до + істний < прасл. *istъ («справжній»; «щирий»; «цей, той»; «сам»). Зазнало впливу укр. діяти[66];
- Кра́ўчык < кравчик[67];
- Латы́нь < латинь < лат. latīna[68];
- Лыч («свиняче рило»; «писок») < [лич] < прасл. *ličь;
- Марозіва < морозиво;
- Мудраге́ль < мудрагель;
- Нагада́ць < нагадати. Поряд з питомим напомніць;
- На́мітка < намі́тка, якому відповідає питоме [намётка] < прасл. *nametъka («накидка»)[69];
- Напра́мак < на́прямок, від прямий;
- Напрыканцы́ < наприкінці. Поряд з питомими у канцы́, пад кане́ц;
- Небакра́й < небокрай;
- Палані́на < полонина;
- Побыт < побут. Поряд з питомим быт;
- Прыпыні́ць, спыні́ць < припинити, спинити;
- Распаве́сці, роспавед < розпові́сти́, розповідь. Поряд з питомими расказа́ць, раска́з[65];
- Росквіт < розквіт;
- Спару́да («великий, недоладний будинок») < споруда, від спорудити < діал. прасл. *vъz-po-rǫditi;
- Стэп < степ;
- Хмарачос < хмарочос, що калькує нім. Wolkenkratzer.

## Українізми в російській мові
Масове проникнення українізмів у російську мову почалося після Переяславської угоди 1654 року і супроводжувалося сильним впливом староукраїнської, а саме церковнокнижної, світсько-ділової та художньої мови на російську літературну мову. Вплив української мови відбувався в XVII—XVIII століттях не тільки в межах звичайних міжмовних контактів, а й у руслі загальнокультурного українсько-білоруського впливу на культуру й мову Московської держави. З другої половини XVII століття Україна, як і Білорусь, була посередницею між Москвою та Західною Європою, що було обумовлене ранішими процесами європеїзації серед української шляхти та тривалим впливом польсько-латинської культури на українських землях. Зі староукраїнської книжності до російської мови потрапили такі слова, як: байка, битва, вертеп, вирши, властный, гарцевать, гвалт, гирло, государство, государь, граница, грубиян, добровольный, доход, если, зависеть, замок, корона, маляр, местечко, миля, муровать, одержать, особа, отщепенец, пан, писарь, повинность, подданный, поляк, польский, право, присяга, присягать, причина, склонность, смертельный, справедливый, стараться, табор, тревога, турецкий, червонец, шкода тощо.
Староукраїнський вплив спричинив зміни російських ортоепічних норм:
- наголос в іменах Савва́тий, Меле́тий, Кондра́т, Ви́ктор, Михаи́л, Самуи́л і т. д. замість колишніх Саввати́й, Мелети́й, Ко́ндрат, Викто́р, Миха́ил, Саму́ил; цей наголос, зі свого боку, відображає другий південнослов'янський (балканський) вплив, який сильніше закріпився в Західній Русі, ніж у Східній;
- нейотована вимова [е] на початку слів, запозичених до XVIII століття (насамперед церковних термінів, що увійшли в російську мову через церковнослов'янську);
- руйнування акцентних груп з перетяганням наголосу на проклітики: во и́мя, на го́ру, по чи́ну і т. д. замість колишніх во́ имя, на́ гору, по́ чину.

### Українські екзотизми
У сучасній російській мові найвідомішу групу українських запозичень становлять етнографізми та екзотизми. Це в основному назви суто українських реалій, як-от:
- національні страви та напої: варенуха[73], галушки[74][71][75][76][77][78][79], гречаники[80], деруны[75][78], кныш[73], кулеш[73] (кулиш[78]), паляница[73], спотыкач[75], узвар[73];
- національне вбрання та зачіски: вышиванка[78][81], жупан[77][82], запаска[83], кептарь[81], оселедец[73][79], очипок[79], плахта[73], свита[73], свитка[71][82], чёботы (чоботы)[78][75], черевики[75], черевички[75], чуприна[82], шаровары[75];
- історичні поняття: атаман[84], батька (про отамана)[71], булава[85][71][73], бунчук[73], гайдамаки[86][71][78], курень[78][81], сердюки[2], универсал[71], чумак[71], шинкарь[71], шинок[71];
- грошові одиниці: гривна[87][88][75][78][81], карбованец[71][78][81];
- народні танці: гопак[78][81][87][75][89][82], горлица[80], казачок[75];
- поняття, пов'язані з музикою: бандура[78][81][73][75][82], бандурист[73], дума[90][71], кобза[78][81][73][75], кобзарь[78][73], лирник[73], сопелка[73] (сопилка[82]), трембита[71];
- народні звичаї та предмети побуту: дидух, коляда[73], крашанка[73], макитра[73], писанка[73], рушник[82], староста і сват (назви ролі у весільному обряді)[73];
- інші: бойко[91], гуцулы[92], полонина[71], суржик[71], хата[71][75][93], шлях[71].

Серед інших екзотизмів такі, що вживаються для надання поняттю певного емоційного відтінку чи місцевого колориту на тлі питомих російських слів: «дивчина» (рос. девушка), «жинка» (рос. жена), «горелка, горилка» (рос. водка), «парубок» (рос. парень), «гарно» (рос. хорошо), «сидайте» (рос. садитесь), «геть» (рос. прочь, вон), «бувай» (рос. бывай) тощо. Такі слова не є справжніми запозиченнями, бо вживаються тільки в контексті української культури й побуту, або щоб надати персонажеві певного мовного колориту. В текстах вони часто супроводжуються поясненнями або тлумачаться виносками.

### Українізми в літературній мові
Проте існують українізми, що вийшли за межі української культури та функціонують у російській літературній мові повноцінно. Передовсім це назви страв і напоїв, що їх росіяни запозичили з української кухні (борщ, бублик, буженина, вареники, голубцы, корж, коржик, пампушка, ряженка). Деякі слова були запроваджені в російську літературу письменниками українського походження (балка, голодранец, детвора, задрипанный, недотёпа, пасечник, цуцик). Окремо слід виділити українізми, що ввійшли до російської мови за радянських часів (аж, биндюжник, гадючник, дошколята, доярка, житница, настрой, сырок, хлебороб).
Слова зі списку нижче дібрано згідно з «Великим тлумачним словником російської мови» (за загальною редакцією Кузнецова С. А.).
Жирним курсивом виділено слова, вживання яких у всіх значеннях обмежено розмовним стилем мовлення.
- Аж[78] < аж < прасл. *aže («а ось»; «до того часу, доки»; «щойно»)[95];
- Байка[96] («баєчка»; «вигадка, небилиця») < байка < прасл. *bajьka, від *bajati («баяти»). Поряд з питомим побасёнка[97];
- Балка[98] («довгий та широкий яр, зазвичай зарослий травою, чагарником»; «видолинок») < балка, не зовсім ясного походження[99]. Поряд з питомими ложби́на, лощи́на;
- Бедолага < бідолага, від біда[100]. Поряд з питомим бедня́га[101];
- Биндюжник (у старовину в Одесі та деяких південних містах Російської імперії: «портовий вантажник», «ломовий візник»; розм. «кремезний, дорідний чоловік») < бендюжник, биндюжник, від бендюги, биндюги[102] < пол. binduga («прибережний пліт у гавані»; «сплав дерева»; «склад дерева для сплаву») < winduga < нім. Winde («коловорот, лебідка, домкрат»)[103];
- Бондарь[78][79] < бондар < ст.-укр. боднаръ, від бодня. Поряд з питомим боча́р[104];
- Борщ[71][78][87][77][105][75] < борщ < прасл. *bъrščь («борщівник») < *bъrstjь[106][107];
- Бублик[77][87][75][73][79][81] («товстий м'який бублик») < бублик < прасл. *bǫbъlь, від *bǫb-a («буба»)[108][109];
- Буженина < буженина, від [буди́ти] («ву́дити, коптити») < *о-будити < прасл. *ob-vǫditi («обкоптити»)[110];
- Бурьян[75] («високостеблові бур'яни») < бур'ян[111], не зовсім ясного походження;
- Вареники[71][78][75] < вареники, від варений[112];
- Вертеп[73][96] («старовинний пересувний ляльковий театр для вистав на біблійні і комічні сюжети») < вертеп < церк.-слов. і д.-рус. вєртєпъ, вьртьпъ («печера»)[113];
- Верховодить < верховодити < [верхводи́ти] < ст.-укр. вєрхъ водити[114];
- Волынка, волынщик < волинка, волинщик, від назви землі Волинь, звідки поширився музичний інструмент[115];
- Гадючник, іноді гадюшник («зміїне гніздо») < гадючник[116], від гадюка;
- Голодранец[93] < голодранець, від голий-драний («дуже бідний»). Поряд з питомим оборва́нец[117];
- Голубцы[73] < голубці, від голуб[118];
- Государь («монарх»), государство («держава») < ст.-укр. господарь (господар), що калькує лат. dominus; господарьство (господарство), що є калькою з пол. państwo, яке, в свою чергу, калькує лат. dominium, dominatio[119][120];
- Девчата[71][78][93], девчачий < дівчата, дівчачий < прасл. *děvъčęta, *děvъčęt-jь[121];
- Делянка[78][81][93] («ділянка землі для обробки, забудови»; «ділянка лісу під зруб») < ділянка, від ділити;
- Детвора[71][78][81] < дітвора < східне діал. прасл. *dětvora, від *dětva («дітва»)[122];
- Дошколята[78] < дошкільнята[2];
- Доярка[71][78][81][93] < доярка, від доїти, або діал. пол. dojarka[123];
- Житница[78][81] < житниця, від жито;
- Забияка < забіяка, від забій, або пол. zabijaka, що утворене від zabijać («вбивати»)[124]. Поряд з питомим зади́ра;
- Задрипанный < задріпаний, задрипаний, від прасл. *dripati («рвати»)[125];
- Запáл[2][78][93] < зáпал;
- Каганец[79] < каганець, від прасл. *kaganъ («залізний чи дротяний кошик для світла або для одягання тваринам на морду»)[126];
- Корж[78] («корж, що використовується для виготовлення тортів, або як солодка страва»), коржик[81] < корж, коржик[ком. 2], не зовсім ясного походження;
- Коры́сть («вигода, прибуток»; «корисливість»), корыстный («корисливий»)[128] < ко́ри́сть, корисний < д.-рус. користь («здобич»). Замість очікуваного *користь[129];
- Косовица[71][78][81] < косовиця, від косити;
- Кравчик < кравчик, пов'язане з кравець[67];
- Местечко[71] («велике поселення міського типу в Україні, Білорусі та на півдні Росії»), местечковый («провінційний») < містечко, містечковий[130];
- Найми́т[87][88] < на́ймит, від наймати. Поряд з питомим наёмник;
- Настрóй[78] («вдатний настрій, намір зробити щось корисне») < нáстрій, від настроїти[2];
- Начеку́ < на чеку, від чекати. Поряд з питомим настороже́[131];
- Недотёпа < недотепа[132], від недотепний, дотепа[133] < прасл. dotьрьnъ («дотичний, вникливий»)[134];
- Очиток[135] < очиток < [очисток], від очистити[136];
- Пасека[78], пасечник[79] < пасіка, пасічник < прасл. *pasěka, від *posěkti («посікти»). Поряд з питомими пче́льник; пчелово́д;
- Пасюк («пацюк сірий») < пацюк (первісно — «порося»)[137], від звуконаслідувального вигуку паць[138];
- Пацан < пацан, що пов'язане з пацюк[139][140];
- Писарь < ст.-укр. писарь (писар), від писати[141][142]. Поряд з питомим писе́ц;
- Повинность[71] («обов'язок населення перед державою або суспільством»; розм. «покладений на кого-небудь обов'язок, який необхідно виконати») < повинність, від повинний;
- Помазок[73] < помазок, від помазати;
- Порожняк[78][81] («транспорт, що йде порожній, без вантажу») < порожняк, від порожній;
- Примак[73] («чоловік, прийнятий у дім дружини») < приймак, від приймати;
- Притулиться[75] < притулитися;
- Ряженка < *ряженка (ряжанка), пов'язане з [ряди́ти] («приправляти»)[143];
- Стерня[78] < стерня < прасл. *stьr̥nь («стерня»; «солома»). Поряд з питомим жнивьё;
- Сырник < сирник, від сир. Поряд з питомим творо́жник[144];
- Сырок («сиркова маса, розфасована у вигляді брусків») < сирок[145];
- Тикáть[75] < тікати < прасл. *těkati, ітератив до *tekti («бігти, текти»)[146];
- Хлебороб[75][71][147][87][78][81][88] < хлібороб[ком. 3]. Поряд з питомим хлебопа́шец;
- Цуцик[78][81][93] («дуже молода, недосвідчена людина») < цуцик, від звуконаслідувального вигуку цу-цу́ (цю-цю́)[148];
- Червонец[78] < червінець, від червоний < пол. czerwony złoty («червоний злотий»)[149].

#### Слова з інших мов, засвоєні за українського посередництва
У різні історичні періоди через українську мову до російської літературної мови ввійшли слова з європейських і тюркських мов:
- Айва[98] < айва < крим. ayva[150];
- Барвинок[75][78] < барвінок < пол. barwinek < чеськ. barvínek < нім. Bärwinkel (буквально — «ведмежий куток»)[151];
- Бестия («крутій, пройдисвіт») < бестія < лат. bestia («хижий звір»; «дурень»)[152];
- Битва < ст.-укр. битва (битва) < д.-пол. bitwa, д.-чеськ. bitva (обидва: «бій», «дуель»), кальки з сер.-лат. batalia[153];
- Брынза[78] < бринза < рум. brînză[154][155];
- Вирши[71] («старовинні російські і українські силабічні вірші»; ірон. «погані вірші») < ст.-укр. вирша (вірш) < пол. wiersz («рядок, вірш») < лат. versus («лінія, риска, рядок, рядок вірша»)[156][157];
- Властный («владний») < ст.-укр. властныи (власний) < пол. własny < д.-чеськ. vlastní. Зазнало зближення з рос. і церк.-слов. власть («влада»)[158];
- Гарцевать < ст.-укр. гарцовати (гарцювати) < д.-пол. harcować < угор. harc («бій»; «боротьба»)[159];
- Гвалт[96] < ґвалт < пол. gwałt («насильство») < сер.-в.-нім. gewalt («насильство, сила»; «влада»; «багато»)[160];
- Гирло[71] («рукав, протока в дельті великих річок, що впадають у Чорне і Азовське моря») < ст.-укр. гырло (гирло) < рум. gîrlă («гирло»; «рукав річки»; «річка») < болг. гърло («горло»)[161][162];
- Граница < ст.-укр. граница (границя) < д.-пол. granica[163];
- Грубиян < ст.-укр. грꙋбиꙗнъ (грубіян) < старе пол. grubijan < д.-пол. grobian, grobijan < нім. Grobian, від grob («грубий, невихований»)[164];
- Добровольный < ст.-укр. добровольный (добровільний) < д.-пол. dobrowolny[141][142];
- Доход < ст.-укр. доходъ (дохід) < д.-пол. dochod[141][142];
- Дымка («легка, схожа на дим поволока, що скрадає обриси чого-небудь»; «те, що затьмарює думку, свідомість, погляд тощо»; «ледь вловимий прояв якого-небудь настрою, стану, який заступає щось інше»; «старовинна легка прозора тканина») < [ди́ма] («смугастий серпанок»)[165] < тур. dimi («бумазея»; «візерунчаста тканина») < грец. δίμιτος, δίμιτον, що утворене з δι- («дво-») + μίτος («нитка»)[166];
- Если («якщо») < ст.-укр. єсли, єсьли, єстли < д.-пол. jestli, jesli[167];
- Завзятый[93] («який кохається в чомусь»; «справжній») < завзятий < пол. zawzięty, від zawziąć się («затятися»)[168][169][170];
- Зависеть («залежати») < ст.-укр. зависнꙋти («стати залежним») < д.-пол. zawisnąć, що є півкалькою з нім. abhängen чи фр. dépendre[171];
- За́мок < ст.-укр. замокъ (замок) < д.-пол. zamek[172];
- Запа́льчивый[93] («запальний, гарячий») < [запальчи́вий][173] < пол. zapalczywy («легкозаймистий»; «запальний, гарячий»)[174];
- Интермедия[71] < інтермедія < пол. intermedium < лат. intermedium («те, що знаходиться в середині»; «середнє»)[175];
- Кабачок[176] < кабачок, кабак < тур. kabak («гарбуз»)[177][178];
- Кат[87][88] < кат < пол. kat[179]. Застаріле, частіше вживається питоме палáч;
- Корона < корона < пол. korona < лат. corōna («вінок»)[180];
- Куркуль[71][78] («жадібна, скупа людина») < куркуль < тур. korkulu («той, що вселяє страх»; «страшний»; «небезпечний»)[181]. Поряд з питомими жа́дина, скря́га;
- Латынь < латинь < лат. latīna[68];
- Левада[78][87] < левада < грец. λιβάδιον («лука, зрошена рівнина»)[182];
- Лира[73] < ліра < нім. Lyra, або італ. lira < грец. λύρα[183];
- Малевать[71] («мазюкати, базграти») < малювати < пол. malować < нім. malen[184];
- Маля́р[78][81][88] («робітник, що займається фарбуванням будов, стін, приміщень»; зневажл. «мазій») < маляр < пол. malarz < нім. Maler[185];
- Миля < ст.-укр. милѧ (миля) < д.-пол. mila < сер.-в.-нім. mila < лат. milia passuum («тисяча кроків»)[142];
- Муровать < ст.-укр. мꙋровати (мурувати) < д.-пол. murować, від mur («стіна, мур»)[142];
- Нары («нари») < ма́ри («ноші для перенесення мерців») < пол. mary < чеськ. mary[ком. 4] < нім. Bahre («мари»; «труна»)[187];
- Никчёмный < нікчемний < пол. nikczemny («негідний, низький, підлий»)[188];
- Одержáть[ком. 5] < ст.-укр. одєржати[ком. 6] (оде́ржати) < д.-пол. odzierżać, що є півкалькою з лат. obtineo[189];
- Окоп, окопаться < ст.-укр. окопъ, окопатисѧ (окоп, окопатися) < д.-пол. okop, okopać się[191];
- Особа («можновладна, впливова особа»; «особа жіночої статі») < ст.-укр. особа (особа) < д.-пол. osoba[192];
- Отара[73] («великий гурт овець») < отара < крим. otara («паша»; «гурт овець»)[193];
- Отщепенец («відступник»; розм. «той, хто відділився, відстав від загальної групи») < ст.-укр. одщєпєнєцъ (відщепенець) < д.-пол. odszczepieniec[141][142][194];
- Пампушка[78][81][75] < пампушка, пампуха < пол. pampuch < нім. Pfannkuchen («оладок, млинець»)[195];
- Пан < ст.-укр. панъ (пан) < д.-пол. pan[142];
- Пекло[93] («сильний вогонь, жар»; «сильна спека»; «місце, де відбувається завзятий бій») < пекло < пол. piekło < д.-чеськ. peklo, що калькує сер.-в.-нім. pech («смола» і «пекло»)[196];
- Повидло < повидло < пол. powidło, powidła < чеськ. povidlo, povidla, povidli («тягнуче вариво»)[197];
- По́дданный < ст.-укр. подданыи (піддáний) < д.-пол. poddany, що калькує лат. subditus[141][142];
- Поляк, польский < ст.-укр. полѧкъ, польский (поляк, польський) < д.-пол. polak, polski. Витіснило старі лях, лядский < д.-рус. лѧхъ, лѧдьскꙑи[141][142];
- Право < ст.-укр. право (право) < д.-пол. prawo, що калькує нім. Recht[142];
- Присяга, присягать < ст.-укр. присѧга, присѧгати (присяга, присягати) < д.-пол. przysięga, przysięgać[141][142];
- Причина < ст.-укр. причина (причина) < д.-пол. przyczyna[198], від przyczynić («зробити»)[199]. Припускається також калькування українського слова з пол. przyczyna, а далі чеськ. příčina[200];
- Скирд, скирда́ < ски́рта < лит. stìrta («стіг сіна»), латис. stir̃ta («оборіг»)[201];
- Склеп < склеп < пол. sklep («склепіння, підвал, склеп, крамниця»)[202];
- Склонность < ст.-укр. склонность («схильність») < д.-пол. skłonność, що калькує лат. inclinatio[203];
- Смак («приємне смакове відчуття, задоволення від їди»), смáчный («соковитий або рясно присмачений чимось»; «апетитний»)[71] < смак, смачни́й < пол. smak, smaczny < давн.в-нім. smac[204];
- Смертельный < ст.-укр. смєртєльный (смертельний) < д.-пол. śmiertelny < д.-чеськ. smrte(d)lný[205];
- Справедливый < ст.-укр. справєдливыи (справедливий) < д.-пол. sprawiedliwy < д.-чеськ. spravedlivý (також: «правильний»; «правдивий»; «пристойний»; «побожний»)[142];
- Стараться < ст.-укр. старати сѧ (старатися) < д.-пол. starać się («турбуватися»; «докладати зусиль») < д.-чеськ. starati se («турбуватися»)[206];
- Табор < ст.-укр. таборъ (табір) < д.-пол. tabor < д.-чеськ. tábor[ком. 7][208][209];
- Торба[73][71][75][93] < торба < крим. torba («мішок»);
- Тревога[ком. 8] < ст.-укр. тривога, трєвога, трывога (тривога)[211] < д.-пол. trwoga («почуття занепокоєння»; «сполох, страх»; «розбрат»; «небезпека»), від прасл. *trъvati, або *tu̯ьrati («тривати»; «терпіти»)[212]. Але може бути й питомим, успадкованим з прасл. *trьvoga[213];
- Турецкий < ст.-укр. тꙋрєцкий (турецький) < д.-пол. turecki[214]. Витіснило старе ту́рский (турско́й)[141][142];
- Хлопец[78][93] < хлопець < пол. chłopiec[215];
- Хутор[78][93] < хутір < угор. határ («кордон, межа»), або давн.в-нім. huntari («округа»; «село»; «район»)[216];
- Цигарка[93] («самокрутка, яку вживають замість папіроси») < цигарка < нім. Zigarre («сигара») < фр. cigare < ісп. cigarro, утворене від слова з мови мая siqar («курити скручене листя»)[217];
- Шкода[93] («витівка, пустощі (зазвичай злі, шкідливі)»; «пустун») < ст.-укр. шкота, щкота, шкода (шкода) < д.-пол. szkoda < давн.в-нім. scado[141][142];
- Школяр[2][78][81] (заст. «школяр»; розм. «який починає освоювати щось, недосвідчений») < школяр < пол. szkolarz < лат. scholāris («учень»)[218];
- Янычар < яничар < тур. jäničäri («нова армія»)[219].

#### Інші випадки
У деяких випадках слова українського походження вживаються у російській мові в більш специфічному значенні на тлі своїх російських відповідників. Такі українізми можна віднести до фальшивих друзів перекладача.
| Російський українізм | Значення українізму                                                      | Українське слово | Російський переклад |
| -------------------- | ------------------------------------------------------------------------ | ---------------- | ------------------- |
| байка                | баєчка; вигадка, небилиця                                                | байка            | басня               |
| бублик               | товстий м'який бублик                                                    | бублик           | баранка             |
| бурьян               | високостеблові бур'яни                                                   | бур'ян           | сорняк              |
| вирши                | старовинні російські і українські силабічні вірші; ірон. погані вірші    | вірші            | стихи               |
| гирло                | розгалуження річища в гирлі річки                                        | гирло            | устье               |
| делянка              | ділянка землі для обробки, забудови; ділянка лісу під зруб               | ділянка          | участок             |
| корж                 | корж, що використовується для виготовлення тортів, або як солодка страва | корж             | лепёшка             |
| корысть              | вигода, прибуток; корисливість                                           | користь          | польза, выгода      |
| малевать             | погано, невміло малювати                                                 | малювати         | писать, рисовать    |
| настрой              | вдатний настрій, намір зробити щось корисне                              | настрій          | настроение          |
| одержать             | здобути, вибороти                                                        | одержати         | получить            |
| особа                | можновладна, впливова особа; особа жіночої статі                         | особа            | лицо                |
| пасюк                | пацюк сірий                                                              | пацюк            | крыса               |
| сырок                | сиркова маса, розфасована у вигляді брусків                              | сирок            | творожок            |

Слова українського походження часом посідають у літературній мові місце розмовних синонімів до стилістично нейтральних російських слів: аж — даже; девчата — девушки; дошколята — дошкольники; запал — задор, пыл; настрой — настроенность; тикать — убегать; хлопец — парень.
Іноді до українізмів зараховують деякі слова спірного походження. Наприклад, рос. мурашки (у первісному значенні «відчуття поколювання, пощипування») з'являється у французько-російському лексиконі 1816 року. Упорядник словника, українець Іван Татищев, вжив це слово в перекладі фр. fourmillement: Щипаніе по тѣлу, какъ будто мурашки ходятъ. За походженням воно є калькою латинського медичного терміну formicatio («оніміння, поколювання»), що сходить до лат. formica («мураха»). Пізніше слово не зафіксоване ні «Словником церковнослов'янської і російської мови» (1847), ні словником Володимира Даля (1863—1866), але трапляється в творах російських письменників українського походження (Федір Достоєвський, Антон Чехов). Згодом у розмовній російській мові слово мурашки набуло значення «сироти, гусяча шкіра».
Професор Костянтин Зеленецький у своїй праці «Про російську мову в Новоросійському краї» (1855) зараховує до українізмів рос. позавчера, на противагу літературному тоді виразу третьяго дня. Тим же російським словосполученням це слово тлумачить словник Грінченка початку XX століття. Ще в 1968 році, Корній Чуковський у листі до дочки Лідії виправляв українське, на його думку, позавчера на третьего дня.
Ще одним дискусійним прикладом є рос. будоражить (розм. «розбурхувати, тривожити»). Російський мовознавець Олег Трубачов стверджує про запозичення цього слова з укр. бударажити («ладнати човни, будари»), що походить від діалектного будара́га («людина, яка має стосунок до будари, човна»). На його думку, первісно слово було пов'язане з побутом запорозьких козаків, в чиїх походах човни мали величезне значення, а їхня побудова і обладна́ння мали характер досить гучної весняної кампанії. З Трубачовим погоджується Ярослав Рудницький у своєму етимологічному словникові, зазначивши для укр. бударажити переносне значення «турбувати, непокоїти». Микола Шанський пропонує натомість виведення з рос. будора́га («неспокійна людина», від діалектного будор — «шум»).
Серед іншого, Галина Їжакевич відносить до українізмів такі слова російської літературної мови, як баламутить, дознаться, кордон, закордонный, недобитки, побратимы, повстанцы, родичи, скарб, чуб, ярмо; Святослав Караванський — очевидно, обуза, повстанец, шкварка; Борис Антоненко-Давидович — неполадки, чрезвычайный.
Крім того, російська мова запозичила з української:
- синтаксичні конструкції, іноді з іронічним відтінком: богатый на урожай («багатий на врожай») — рос. богатый урожаем; подбивать итоги («підбивати підсумки») — рос. подводить итоги; собрали аж три рубля («зібрали аж три карбованці») — рос. собрали целых три рубля; на Украине (аналогічно вживанню на з назвами регіонів в українській мові)[233][234] тощо;
- словотворні моделі: назви місцевостей на -щин-а (Тамбовщина, Рязанщина, Смоленщина); назви професій на -роб (хлопкороб);
- імена та зменшувально-пестливі форми: «Олеся» (первісно — українська пестлива форма імені Олександра), «Петро» (рос. Пётр), «Оксана» (витіснило рос. Аксинья у XX столітті) — український варіант більш не сприймається росіянами як форма імені Ксенія, а вживається як самостійне ім'я; «Маруся» (рос. Маша), «Ванькó» (рос. Вáнька), «Наталочка» (рос. Наташенька);
- сталі вирази: пан или пропал («пан або пропав»); язык до Киева доведёт («язик до Києва доведе»); прошёл Крым и Рим («пройти Крим і Рим і мідні труби»); брать за шкирку («брати за шкірку»); с гаком («з гаком»); дать дуба («дати дуба»); не говори гоп, пока не перепрыгнешь («не кажи гоп, поки не перескочиш»); не лезь поперёд батьки в пекло («не лізь поперед батька в пекло») тощо[71].

### Українізми поза літературною мовою
Запозичення з української мови широко представлені в російському просторіччі: балакать, брехать, брехня, бугай («дорідний, сильний чоловік»), бурак, гадюшник («ворожий колектив»; «погана харчевня, їдальня»), глечик, гребля («насип, влаштований на топкому місці або для загати»), домовина, дуля, жито, жменя, жниво, журиться, ихний, клуня, криница, кузня, люлька («коротка люлька для куріння тютюну»), магарыч, мара, мордовать, замордованный, надыбать, нехай, обдурить, обрыднуть, подволок, раззява, рогач, рыпаться, ставок, стрекаться, указивка, харчи, цуцик («песик»), чувал, чухаться («баритися, зволікати»), шкандыбать, шматок, шука́ть.
Присутня українська лексика і в жаргонній мові. Так українізмами вважаються такі російські жаргонізми, як халява («щось дармове»), забивать баки, гиршый, цикавый, ковтать, вабить, файный, файка, а також гнобить, дерибанить, хабар тощо. Вплив українського синтаксису убачають у зворотах до лампочки («байдуже»), до хауза («додому») та інших.
Наприкінці XX — початку XXI століття у російську мову ввійшли такі слова, як ганьба, заробитчанин («трудовий мігрант з України»), зрада, майдан («стихійні заворушення, протести»), мова («українська мова»), Незалежная (Незалежна — «Україна, що стала незалежною»), перемога, помаранчевый, рада, самостийный («безладний, схильний до анархії»), самостийность, свидомый («патріотично настроєний українець»), свидомость («націоналізм, негативне ставлення до Росії, росіян»), а також незалежность, щирый тощо. Подібні «українізми» не є запозиченнями як такими. Це теж екзотизми, які російськомовні уживають у мовленні про українські реалії, часто в іронічному або зневажливому тоні.
Чимало українізмів можна знайти в діалектах російської мови: аркуш, баньки, бачить, безглуздый, бикус, брыдкий, веселка, вибжа, вид, гаман, гасать, гук, дижа, дробушки (дрибушки), драбина, дрюк, дыхать, кандюк, квач, кирпатый, клямка, ковтуны, колыска, копа, коржавина, малахай («довгий шкіряний батіг»), марена, навечер, настрашить, недиля, отчинять, ошкварить, папир, пери́стый («з плямами іншого кольору»), плугатарь, поки, потылица, скрыня, ставины, стопа («слід, відбиток ноги»), фуга («хуртовина, завірюха»), худоба («пожитки, майно, господарство»), цацирки, човен, швачка, швец, шквыра, юбка, ятрова; гарбуз, гармидер, гарный, разгардияж, ховаться, цыбуля (цибуля), чернобривцы; грубка, кровянка, сукня; батог, винница; злочинец, селянство; бугай («племінний бик»); буряк; землероб; зозуля; молодица; переполох («хвороба, спричинена переляком»).
Окремо слід відмітити українізми у російській мові громадян України. Розмовляючи російською мовою, вони теж уживають українських слів, причому часто мимоволі. Такі українські елементи в російській мові теж не є запозиченнями, оскільки така «російська» мова не літературна, — скоріш, це просто варіант суржику. Крім того, у самій Росії та інших російськомовних країнах ці слова часто невідомі.
Серед синтаксичних рис, притаманних російській мові на території України:
- заміна практично не застосовуваних в українській мові активних дієприкметників на словосполучення такой, что або такой, который. Така конструкція зустрічається в українських російськомовних ЗМІ;
- скучать за (кем, чем) замість рос. скучать по (кому, чему)[238];
- смеяться с (кого, чего) замість рос. смеяться над (кем, чем)[239];
- рушник замість полотенце; перекручивать замість исказить, извратить тощо[235].

#### Застарілі
- у російській поетичній мові XVII—XVIII століть штучне читання літери «ѣ» як [і] (замість дифтонга [je] або, рідше, «[е]»)[240], в тому числі і у великоруських авторів[72];
- зближення звуків [і] і [ы] в поезії XVII—XIX століть: рими кудри — пудры, жизни — отчизны[241].